# Emma Eckstein
Emma Eckstein (1865 - 1924) es conocida por ser una de las primeras pacientes de Sigmund Freudy de las cirugías experimentales de Wilhelm Fliess. Después de su análisis se convirtió en psicoanalista por un corto tiempo.

## Biografía
Emma Eckstein nació en Viena el 28 de enero de 1865 en una conocida familia burguesa con estrechos vínculos con Freud. Su hermano, Gustav Eckstein (1875-1916), era el líder del Partido Socialista, socialdemócrata y socio de Karl Kaustky. Su hermana, Therese Schlesinger, también socialista, fue una de las primeras mujeres miembros del parlamento. Su otro hermano, Friedrich, aparece de forma anónima en el escrito de Freud, El malestar en la cultura, y es referido como un amigo de Freud.
Emma Eckstein participó activamente en el movimiento feminista de Viena colaborando en escritos de Documents of Women y Neues Frauenleben, una revista social feminista publicada entre 1902 y 1917.  También escribió un libro sobre educación sexual para niños en 1904. 
Después de una cirugía, en 1910, quedó semiinválida, hasta que murió el 30 de julio de 1924 de hemorragia cerebral.

## Análisis
Cuando Eckstein tenía unos 27 años, recurrió a Freud para tratar síntomas que incluían dolencias de estómago, y malestar relacionado con su menstruación. Le había contado a Freud que "en dos ocasiones, cuando tenía unos ocho años, había entrado a una tienda a comprar unos dulces y el tendero le había agarrado los genitales a través de la ropa. A pesar de esta primera extraña experiencia, había ido a la tienda una segunda vez, y volvió a ocurrir, entonces se reprochó a sí misma por haber vuelto. Freud le diagnosticó histeria inicialmente, y creía que su problema era de masturbación excesiva, y posteriormente trataría de probar si padecía "neurosis nasal refleja", una condición teorizada —y considerada pseudocientífica— por su amigo y confidente, Wilhelm Fliess, que postulaba una conexión entre la nariz y los genitales.

## Cirugía
Fliess había estado tratando el reflejo de neurosis nasal en sus propios pacientes utilizando cocaína como anestésico local, observando que tras el tratamiento sus pacientes se encontraban menos deprimidos. Fliess conjeturó que si la cauterización era útil temporalmente, la cirugía rendiría resultados permanentes para tratar el problema de masturbación de Emma, que Freud comentaba como parte de su histeria. Comenzó entonces a experimentar con un método de intervención quirúrgico para suprimir supuestos "nervios sexuales en la nariz".
En febrero de 1895 Fliess se trasladó a Viena, a petición de Freud, para realizar la intervención quirúrgica en la nariz de Eckstein. La operación se demostró un completo desastre. Por dos semanas la paciente sufrió infecciones terribles, abundantes hemorragias y dolor intenso. Alarmado, Freud llamó a Ignaz Rosanes, un reputado cirujano vienés, antiguo compañero de escuela de Freud (Fliess ya había regresado a Berlín). Cuando Rosanes llegó al apartamento de Eckstein la paciente sangraba por la nariz y la boca y se sentía un olor fétido muy intenso. Durante la inspección, Rosanes descubrió y sacó medio metro de gasa quirúrgica que Fliess había olvidado negligentemente en la cavidad nasal durante su operación. Se produjo una abundante y mortal hemorragia que hizo que Rosanes y Freud temieran por la vida de la paciente. Freud, sintiéndose enfermo, salió de la habitación para tratar de recomponerse. Cuando regresó, Eckstein lo recibió con el siguiente soberbio comentario: «Así que este es el sexo fuerte».
Freud era cuidadoso de no culpar a Fliess en su correspondencia, llamándole un lamentable accidente y mantuvo discreción, hasta que finalmente reafirmó su confianza en la competencia de Fliess, responsabilizando años después a Eckstein al concluir que sus hemorragias postoperatorias eran "hemorragias de deseo", o incluso imaginarias, causadas por su histeria.

## Teoría de la seducción
Eckstein está asociada con la teoría de la seducción de Freud, una de sus primeras teorías previas al desarrollo del psicoanálisis. En 1897, Freud cita sus hallazgos analíticos a Fliess como apoyo a su "llamada teoría de la seducción, la afirmación de que todas las neurosis son las consecuencias del abuso sexual de un niño por parte de un adulto, generalmente un padre".Tiempo después, cuando Eckstein se mejoró de la cirugía y se volvía ella misma una psicoanalista que informaba a Freud de sus hallazgos, le escribió a su amigo Fliess que "Eckstein trató deliberadamente a su paciente de tal manera que no le dio el más mínimo indicio de lo que emergería del inconsciente,—es decir, la paciente de Emma no fue sugestionada por Emma de haber sido abusada— y en el proceso obtuvo de ella... las escenas idénticas con el padre". Con esto, Freud fue convenciéndose de su "etiología del padre", como también le llamaba.
Jeffrey Masson, psicoanalista y anterior director de los Archivos de Sigmund Freud, destaca el papel de Eckstein en el abandono de Freud a su teoría de la seducción al vincular la negativa de Freud en responsabilizar a su mejor amigo (Fliess) por su negligencia médica con Eckstein. "Si los problemas de Eckstein (sus sangrados nasales post-cirugía), no tuvieran nada que ver con el mundo real (la cirugía), entonces sus historias de seducción podrían ser fantasías también." Aunque hubo otros motivos para el abandono de su teoría.